# Cortodera vanduzeei
Cortodera vanduzeei là một loài bọ cánh cứng trong họ Cerambycidae.